# Alopecurus borii
Alopecurus borii là một loài thực vật có hoa trong họ Hòa thảo. Loài này được Tzvelev mô tả khoa học đầu tiên năm 1971.